# Calicnemia chaseni
Calicnemia chaseni е вид водно конче от семейство Platycnemididae. Видът не е застрашен от изчезване.

## Разпространение
Разпространен е в Малайзия (Западна Малайзия) и Тайланд.